# Big Falls (Wisconsin)
Big Falls és una població dels Estats Units a l'estat de Wisconsin. Segons el cens del 2000 tenia 85 habitants.

## Demografia
Segons el cens del 2000, Big Falls tenia 85 habitants, 40 habitatges, i 24 famílies. La densitat de població era de 68,4 habitants per km².
Dels 40 habitatges en un 30% hi vivien nens de menys de 18 anys, en un 42,5% hi vivien parelles casades, en un 5% dones solteres, i en un 40% no eren unitats familiars. En el 40% dels habitatges hi vivien persones soles el 12,5% de les quals corresponia a persones de 65 anys o més que vivien soles. El nombre mitjà de persones vivint en cada habitatge era de 2,13 i el nombre mitjà de persones que vivien en cada família era de 2,88.
Per edats la població es repartia de la següent manera: un 25,9% tenia menys de 18 anys, un 2,4% entre 18 i 24, un 28,2% entre 25 i 44, un 25,9% de 45 a 60 i un 17,6% 65 anys o més.
L'edat mediana era de 43 anys. Per cada 100 dones de 18 o més anys hi havia 125 homes.
La renda mediana per habitatge era de 31.806 $ i la renda mediana per família de 41.250 $. Els homes tenien una renda mediana de 30.000 $ mentre que les dones 23.750 $. La renda per capita de la població era de 16.510 $. Aproximadament el 13,8% de les famílies i el 8,7% de la població estaven per davall del llindar de pobresa.

## Poblacions més properes
El següent diagrama mostra les poblacions més properes.